# كرستن أيكمن
كرستن أيكمن (بالسويدية: Kerstin Ekman) هي كاتِبة سويدية، ولدت في 27 أغسطس 1933 في بلدية فينسبونغ ‏ في السويد.

## وصلات خارجية
- كرستن أيكمن على موقع IMDb (الإنجليزية)
- كرستن أيكمن على موقع الموسوعة البريطانية (الإنجليزية)
- كرستن أيكمن على موقع مونزينجر (الألمانية)
- كرستن أيكمن على موقع قاعدة بيانات الفيلم (الإنجليزية)